# Eudore Destandeau
Eudore Destandeau est un homme politique français né le 1er janvier 1828 à Orthez (Pyrénées-Atlantiques) et décédé le 31 décembre 1887 à Orthez.

## Biographie
Propriétaire terrien, il est député des Basses-Pyrénées de 1885 à 1887, siégeant à droite.